# Biszony

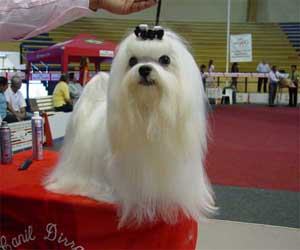
Maltańczyk

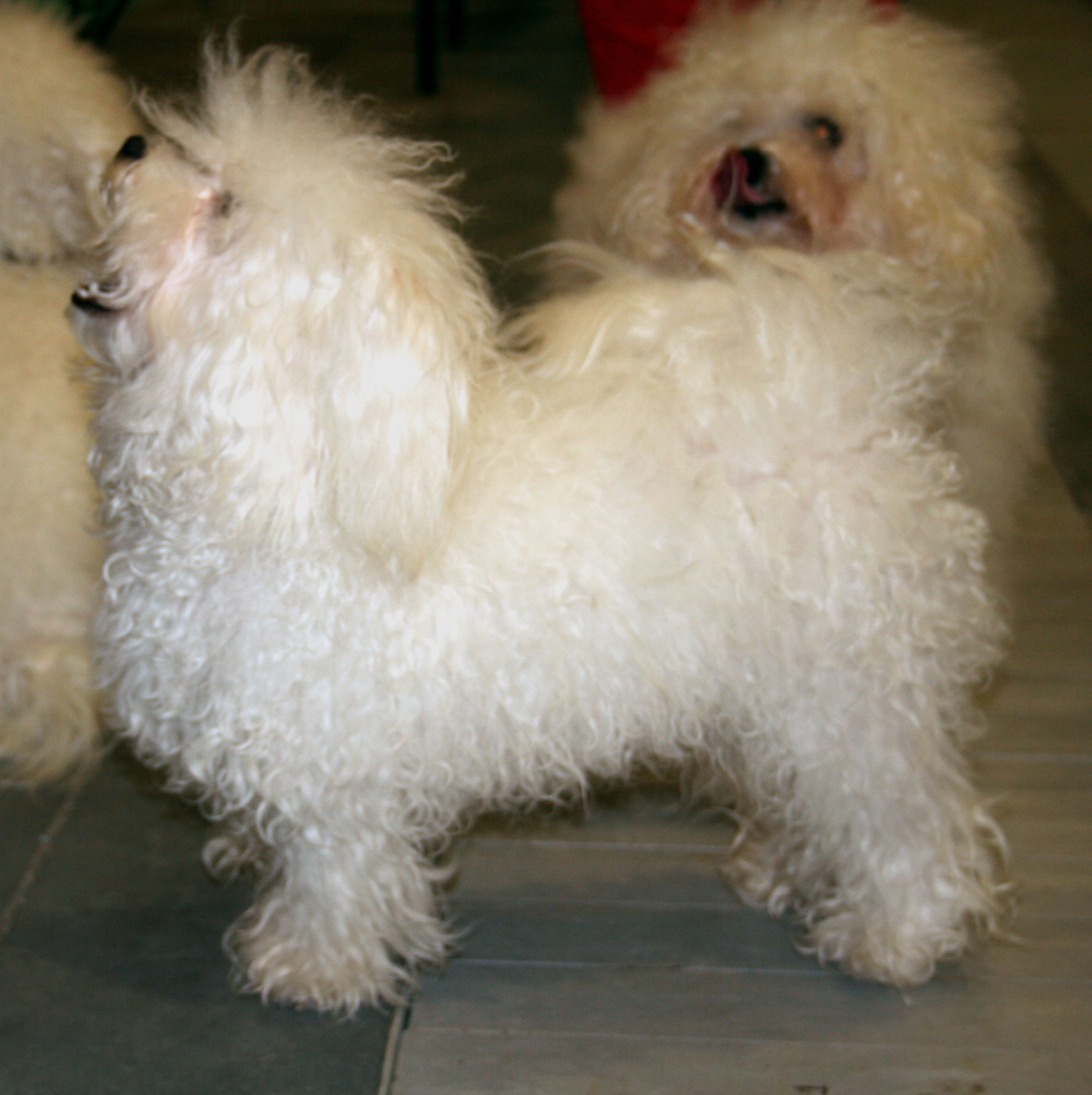
Bolończyk

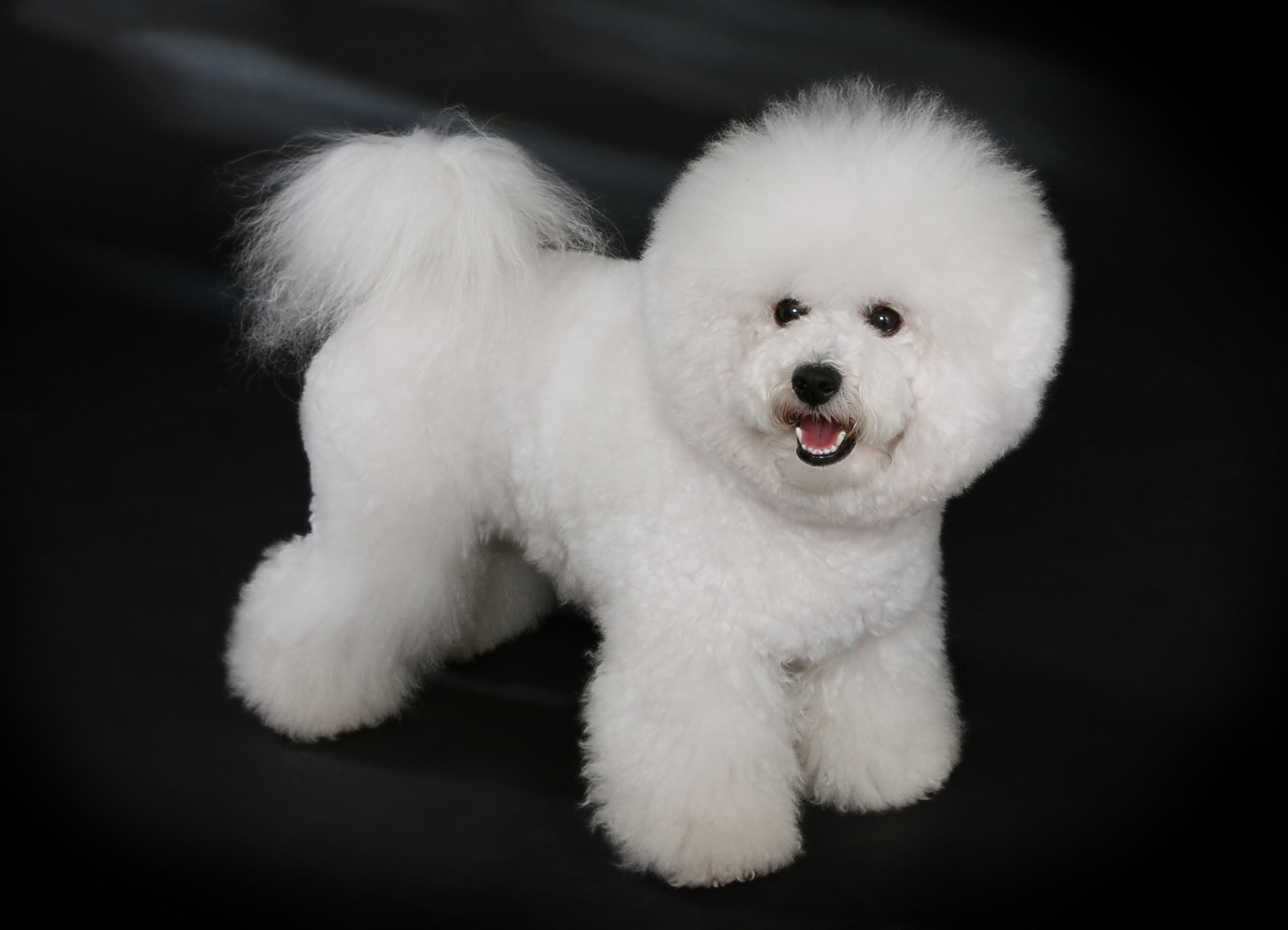
Bichon frise

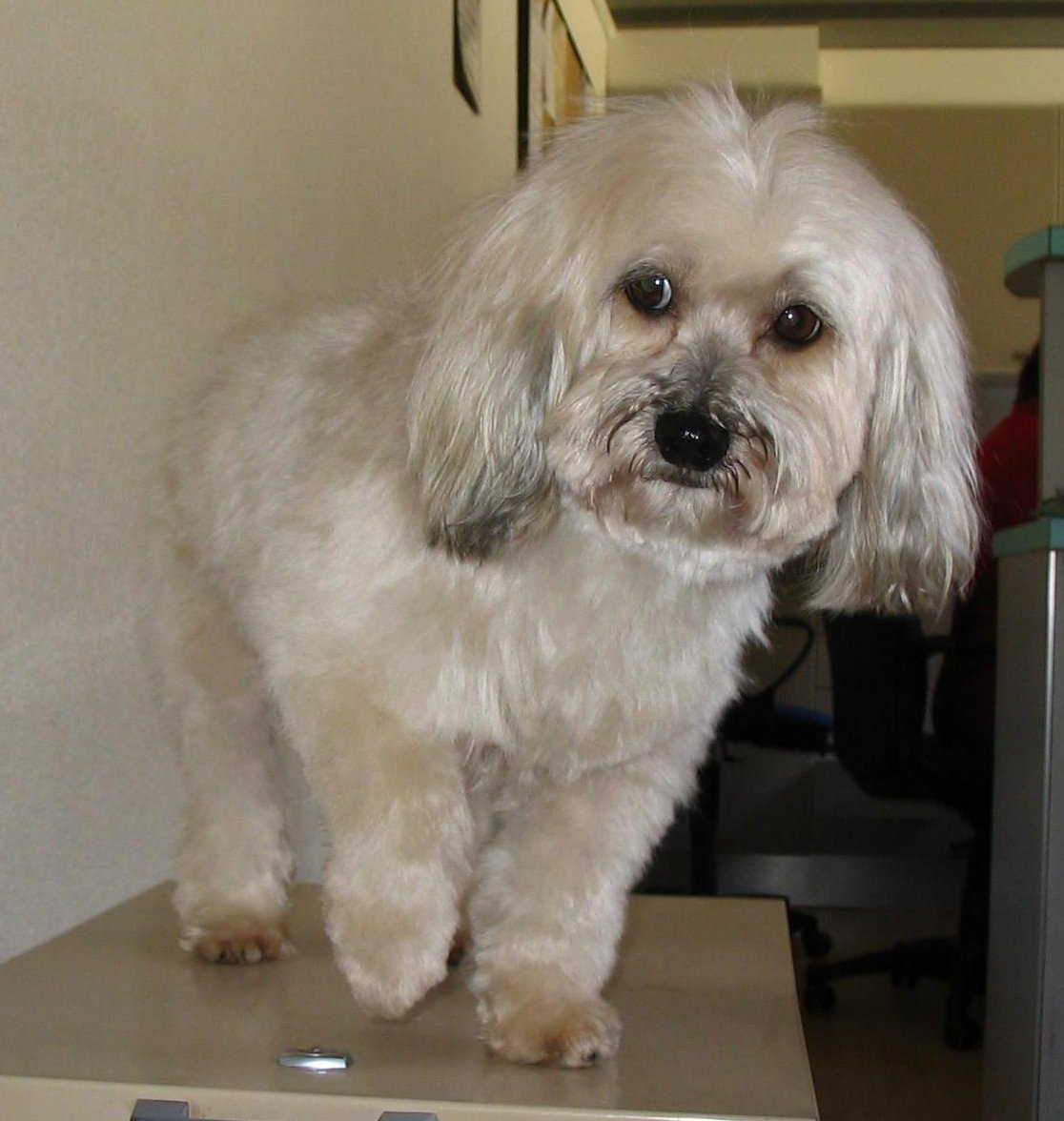
Hawańczyk

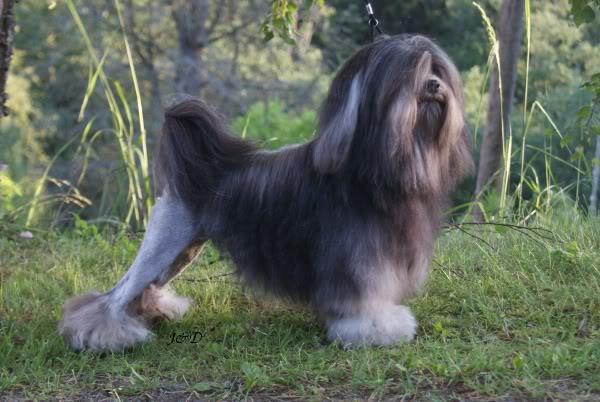
Lwi piesek

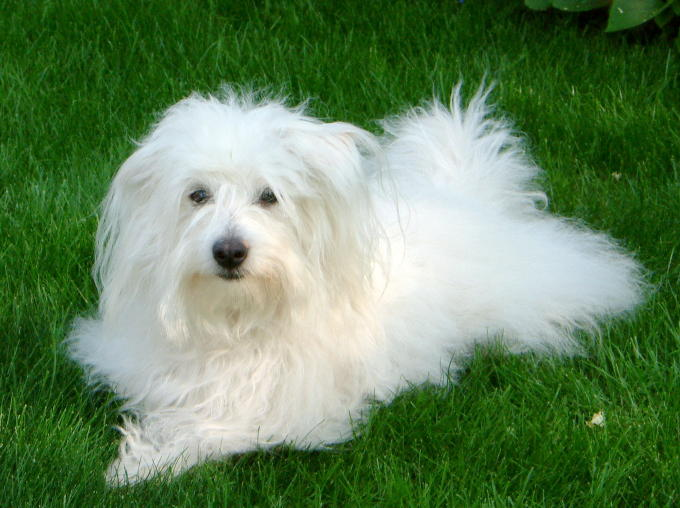
Coton de Tulear

Biszony (nazwa oryginalna Bichons) – grupa ras psów należących do IX grupy FCI (Psy ozdobne i do towarzystwa). Obejmuje sześć ras, które jednoczą zbliżone cechy, głównie wymiary i obfity włos, u większości barwy białej.  Cechuje je otwartość, towarzyskość i duże przywiązanie do właściciela. Pochodzenie każdego z nich nie jest do końca znane, prawdopodobnie wszystkie wywodzą się z basenu Morza Śródziemnego. Żyją od 12 do 16 lat. W Polsce największą popularnością cieszą się maltańczyk i bichon frise. Często biszonem nazywany jest jeden z jego typów, Bichon frise.

## Rasy

### Maltańczyk
Historycy rasy wywodzą go ze starożytnego Rzymu. Posiada śnieżnobiały, prosty włos. Oczy okrągłe, ciemne, z czarnymi obwódkami. Ogon zawinięty nad grzbietem. Żywy, czujny i inteligentny. Bardzo przywiązany do swojego opiekuna. Jest mu wierny i oddany, a w stosunku do obcych nieufny. Potrafi być zazdrosny o swojego opiekuna. Uwieczniano go na wielu obrazach, a nawet w poezji.

### Bolończyk
Pochodzi z Bolonii we Włoszech. Często mylony z maltańczykiem. Główną różnicą jest kręcony włos. Usposobienia spokojne, łagodne. Niezbyt aktywny, przywiązany do właściciela. W towarzystwie innych psów żywy i temperamentny, skory do zabaw. Łatwo przystosowuje się do nowych warunków. W Rosji uzyskano kolorową odmianę bolończyka o nazwie Bolonka, która nie została zatwierdzona przez FCI.

### Bichon frise
W przeszłości pracował jako pies cyrkowy. Potem doceniono go na salonach. Znany był głównie we Francji i Hiszpanii. Wyglądem przypomina pluszową zabawkę ze względu na puszystą, białą szatę. Efekt ten uzyskuję się poprzez długotrwałą pielęgnację i odpowiednią stylizację. Naturalna szata jest masą luźnych i miękkich loków. Wymaga dużej uwagi ze strony właściciela. Towarzyski, chętny do zabaw, uparty.

### Hawańczyk
Mało znany poza Kubą, dokąd został przywieziony przez marynarzy z Hiszpanii i Włoch. Jego jedwabista szata może mieć wiele kolorów lub kombinacji kolorów. Oczy w kształcie migdała, ciemnobrązowe. Nadzwyczajnie żywy i zabawny. Łagodny, lubi zabawy z małymi dziećmi. Wytrzymały, nadaje się do udziału w agility.

### Lwi piesek
Pochodzi z Francji. Jego nazwa nawiązuje do tradycyjnego strzyżenia na wzór lwa. Jego szata może być każdego umaszczenia, jednolita lub łaciata. Umaszczenie szczeniąt może blaknąć z czasem. Młode bywają niesforne i psotne, dlatego ważne jest wczesne szkolenie. Przyjazny i aktywny, uwielbia zabawę. Może ważyć nawet do 8kg.

### Coton de Tulear
Przywieziony do Francji z Madagaskaru. Rasa w Polsce praktycznie nieznana. Szata biała i miękka, lekko sfalowana, przypominająca strukturą bawełnę. Ogon gruby na początku i cienki na końcu, zagięty do góry. Szczenięta rodzą się z wyraźnymi łatami, które z czasem się wybielają. Wesoły, nieco niesforny. Łatwo przywiązuje się do właściciela.